# Mycterophora monticola
Mycterophora monticola là một loài bướm đêm trong họ Erebidae.